# Daffy Duck
Daffy Sheldon Duck cunoscut în România ca Rățoiul Daffy este un personaj fictiv din seria de desene animate Looney Tunes și Merrie Melodies de Warner Brothers. Daffy a fost primul din personajele de tip "screwball" care au apărut în anul 1937 în Porky's duck hunt, pentru a compensa pentru personajele de tip everyman, cum ar fi Mickey Mouse și Popeye, care au fost populari mai devreme în același deceniu. Daffy este cunoscut ca cel mai bun prieten al lui Bugs Bunny și, ocazional, se autoconsideră un rival al acestuia.
Teoretic fiecare animator de la Warner Brothers și-a pus accentul pe Duffy, care într-un episod poate fi un marțian vigilent, iar în altul un marțian lacom și căutător de glorie. Bob Clampett și Chuck Jones au folosit des aceste versiuni ale personajului.
Daffy a fost pe locul 14 în topul 50 cele mai bune personaje de desene animate realizat de TV Guide și a fost prezent pe o copertă împreună ca Duck Dodgers împreună cu Porky Pig și the Powerpuff Girls. 

## Alți actori care l-au jucat pe Daffy
- Mel Blanc (1937-1989, replici din arhivă în Daffy's Rhapsody (2012))
- Dave Barry (o replică în What Makes Daffy Duck - 1948)
- Mel Tormé (cântând în Night of the Living Duck - 1988)
- Jeff Bergman (1990-1993, 1997, 2011-2018)
- Joe Alaskey (1990-2014)
- Maurice LaMarche (1991)
- Greg Burson (1992-1997)
- Keith Scott (1995, 1999)
- Frank Gorshin (1996)
- Dee Bradley Baker (1996, 2017-2020)
- Billy West (1998)
- Samuel Vincent (2001-2006)
- Bob West (2003)
- Jeff Bennett (2004)
- Bill Farmer (2006)
- Kevin Shinick (2012)
- Eric Bauza (2018-prezent)

În versiunile românești, Daffy a fost jucat de:
- Marius Săvescu
- Răzvan Vicoveanu (Micii poznași)

## În alte medii
În 1950, Mel Blanc a înregistrat Rapsodia Daffy Duck Arhivat în 13 martie 2007, la Wayback Machine., un cântec amuzant scris de Warren Foster, Billy May și Michael Maltese.
Daffy cântă în duet la pian cu Donald Duck în filmul Who Framed Roger Rabbit din 1988.
Daffy apare în episodul "Rodiggiti" din Robot Chicken. Într-o scenă care parodiază 8 Mile, rolul lui Daffy este similar cu cel al lui David "Viitorul" Porter.
Un poster cu Daffy este arătat în seria TV Babylon 5. Într-un episod, un personaj îi explică, în glumă, unui extraterestru că Daffy este 'zeul egiptean al frustrării'.
În Family Guy, după ce ține o bombă de la Mayor West, Meg poartă un document  al lui Daffy Duck pe cap, apoi spune “Of course, you realize, this means war,” ("Desigur, înțelegi că... asta înseamnă razboi").